# Gaston Maugras
François Gustave Gaston Maugras (* 11. Juli 1884 in Le Plessis-Hébert, Département Eure; † 1965 in Paris) war ein französischer Diplomat.

## Leben
François Gustave Gaston Maugras war ein Sohn von Gaston Maugras (1850–1927), Historiker, und  Marie Cécile Bapst (* 1858), einer Nichte des Botschafters Edmond Bapst; Bruder des Diplomaten Roger Maugras. Er heiratete 1927 Aimée d’Abzac; die gemeinsame Tochter starb im März 1965. Gaston Maugras studierte Rechtswissenschaft und Philologie. 1908 trat er in den Auswärtigen Dienst ein und wurde Attaché in Berlin. 1911 war er Gesandtschaftssekretär in Washington, D.C. 1918 war er Gesandtschaftssekretär in Bangkok und 1919 übte er dieselbe Funktion in Peking aus. Von 1924 bis Dezember 1925 war er Generalkonsul in Jerusalem und von Dezember 1925 bis Dezember 1929 Gesandter in Teheran.
1927 war er beim Amt des Hochkommissars für das Völkerbundmandat für Syrien und Libanon unter Henri Ponsot beschäftigt. Von Dezember 1934 bis November 1938 war er Gesandter in Budapest und von November 1938 bis 1941 Gesandter in Athen. Von 21. November 1944 bis 1948 schließlich, war er Botschafter in Ankara.